# Orbiting Astronomical Observatory

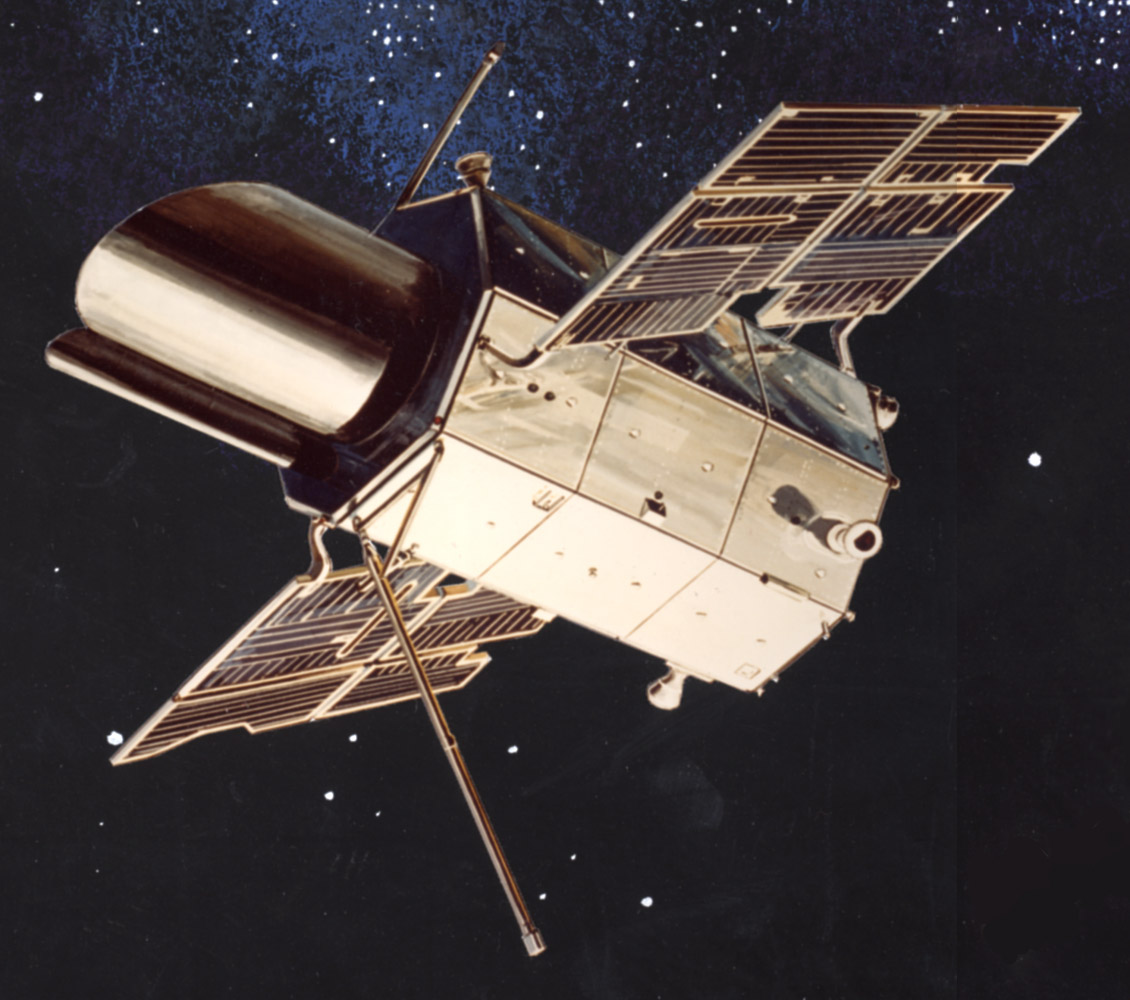
Concepción artística de OAO-2.

La serie Orbiting Astronomical Observatory (OAO) consistió en cuatro observatorios lanzados por la NASA entre 1966 y 1972, y realizaron las primeras observaciones de alta calidad en luz ultravioleta. Aunque dos de las misiones del programa OAO resultaron fallidas, el éxito de las otras dos aumentó el interés de la comunidad internacional en las observaciones realizadas desde el espacio y contribuyó a que los expertos se mostraran a favor de un programa de Grandes Observatorios, que se iniciaría con el lanzamiento del Telescopio espacial Hubble.

## OAO-1
El primer OAO fue lanzado con éxito el 8 de abril de 1966, llevando instrumentos para detectar emisiones en ultravioleta, rayos X y rayos gamma. Antes de que pudieran ser activados los instrumentos de a bordo, un fallo de potencia hizo que la misión terminara tres días después de su lanzamiento. 

## OAO-2
El OAO-2 fue lanzado el 7 de diciembre de 1968, llevando 11 telescopios ultravioletas. Realizó observaciones con éxito hasta enero de 1973 y realizó bastantes descubrimientos científicos, entre los que cabe destacar que los cometas están rodeados por enormes halos de hidrógeno de varios miles de kilómetros, así como interesantes observaciones de novas en luz ultravioleta.

## OAO-B
OAO-B llevaba un telescopio ultravioleta de 38 pulgadas que debería haber proporcionado información sobre objetos muy lejanos que anteriormente no podían haber sido observados. Desafortunadamente, el cohete de lanzamiento falló al separarse del satélite tras su lanzamiento, el 3 de noviembre de 1970, por lo que éste se destruyó durante la reentrada en la atmósfera.

## OAO-3 (Copérnico)
OAO-3 fue lanzado el 21 de agosto de 1972 y se convirtió en la más exitosa de las misiones OAO. Fue un esfuerzo de colaboración entre la NASA y el SERC británico y llevaba a bordo un detector de rayos X construido y un telescopio ultravioleta de 80 cm. Tras el lanzamiento fue renombrado como Copérnico como conmemoración del 500 aniversario del nacimiento de Nicolás Copérnico
Copérnico estuvo operativo hasta febrero de 1981, retornando espectros de alta resolución de cientos de estrellas junto con concienzudas observaciones en rayos X. Entre los hallazgos de Copérnico destaca el descubrimiento de púlsares con periodos de rotación de varios minutos en vez del valor típico de un segundo o menos.